# Wassili Jan
Wassili Jan (russisch Василий Ян, wiss. Transliteration Vasilij Jan, eigentlich Wassili Grigorjewitsch Jantschewezki, russ. Василий Григорьевич Янчевецкий; * 23. Dezember 1874jul. / 4. Januar 1875greg. in Kiew; † 5. August 1954 in Swenigorod) war ein russisch-sowjetischer Schriftsteller.

## Leben

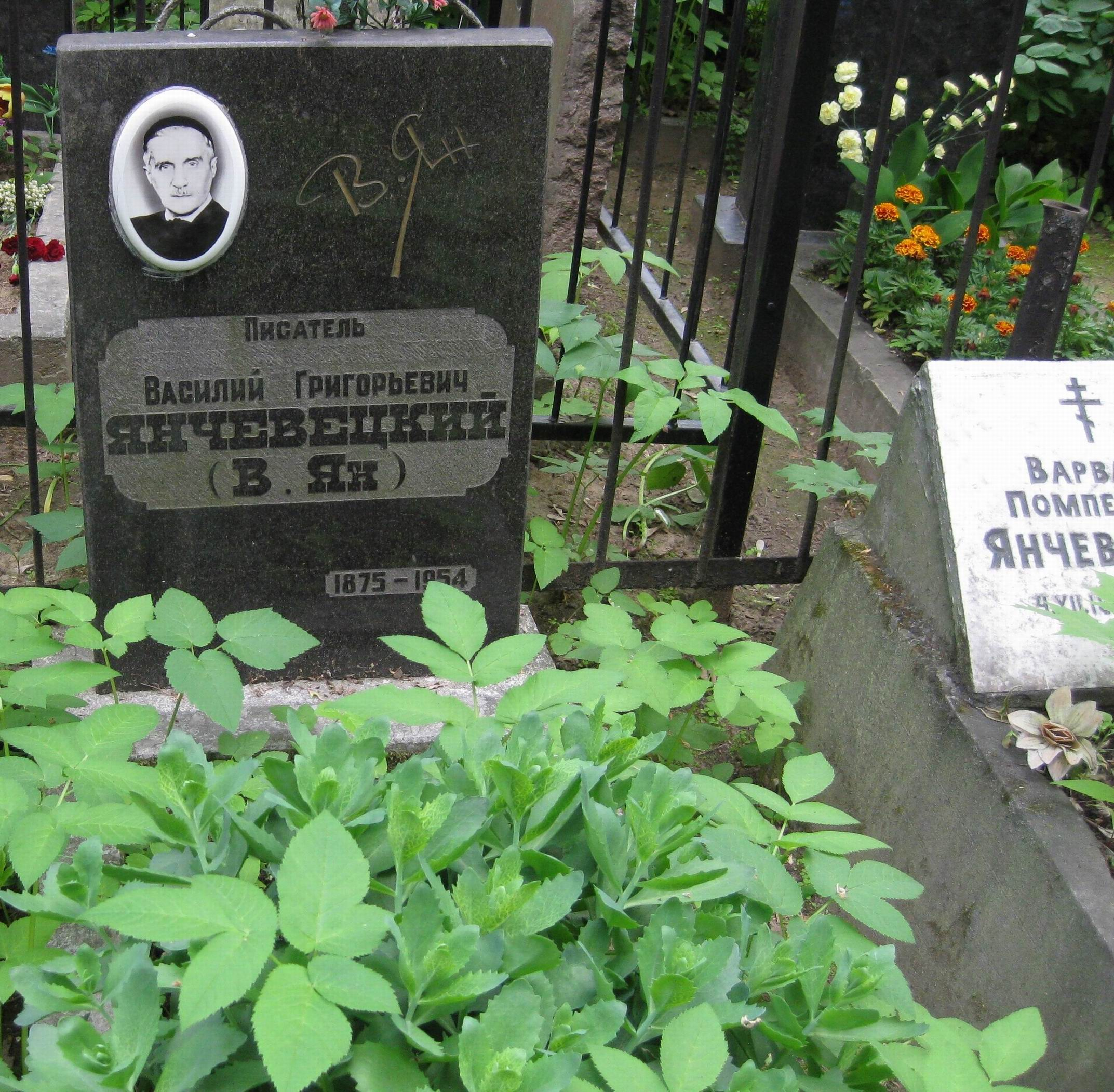
Grab von Wassili Jan

Sein Vater war Pädagoge und Übersetzer griechischer Klassiker, mütterlicherseits stammt er von einem alten Saporoger Kosakengeschlecht ab. Einer seiner Vorfahren kämpfte in der Schlacht bei Kunersdorf (1759) mit und wurde mit einer silbernen Medaille ausgezeichnet. Wassili Jan schloss im Jahr 1897 in St. Petersburg sein Studium an der historisch-philologischen Fakultät ab. Nach Wanderjahren in Russland und im asiatischen Teil der späteren Sowjetunion war er im Russisch-Japanischen Krieg 1904 als Sonderkorrespondent der Nachrichtenagentur SPA (St.-Petersburger Telegrafenagentur) beim Stab des Oberkommandierenden der russischen Streitkräfte tätig. Nach dem Krieg kehrte er nach Zentralasien zurück, war danach mehrere Jahre Korrespondent der SPA in Istanbul und ab 1918 in Russland in verschiedenen Berufen tätig. Ab 1923 lebte er in Moskau als Schriftsteller und publizierte im Wesentlichen über historische Themen.
Sein Grab befindet sich im ersten Abschnitt des Wagankowoer Friedhofs.
Der St. Petersburger Verlag Lenisdat veröffentlichte 2011 mit Erfolg den Text des Romans Grosnaja druschina (Die schreckliche Druschina), der 1909 in St. Petersburg von Lidija Tscharskaja veröffentlicht und 2006 und 2008 in Tscharskajas gesammelten Werken nachgedruckt worden war, als Wassili Jans Roman Pochod Jermaka (Jermaks Feldzug).

## Werke (Auswahl)
- Das phönizische Schiff
- Spartak
- Robert Fulton
- Die Eisenhämmer im Ural
- Die Feuer auf den Grabhügeln (über den Einfall Alexanders von Mazedonien in Mittelasien)

Die Trilogie über die Mongoleneinfälle bilden folgende Romane:
- Dschingis Khan – 1939, wurde mit einem Staatspreis ausgezeichnet
- Batu-Khan – 1942
- Zum letzten Meer – 1955

1995 erschien im Aufbau-Verlag die Trilogie unter dem zusammenfassenden Titel Die Eroberer als dreibändige Taschenbuchausgabe.